# جبل الثلج
جبل الثَلْج أو جبل شُلَيْر أو جبل شُلَيْر (بالإسبانية: Sierra Nevada)‏ أهم سلسلة جبلية بجنوب إسبانيا، يبلغ طولها حوالي 96 كم. بها أعلى قمة في أسبانيا وهي ملهاسيين التي تصل ارتفاعها إلى 3.478,6 م.

## المناخ
يظهر الجدول التالي التغييرات المناخية على مدار السنة لجبل الثلج:
| البيانات المناخية لـجبل الثلج             | البيانات المناخية لـجبل الثلج | البيانات المناخية لـجبل الثلج | البيانات المناخية لـجبل الثلج | البيانات المناخية لـجبل الثلج | البيانات المناخية لـجبل الثلج | البيانات المناخية لـجبل الثلج | البيانات المناخية لـجبل الثلج | البيانات المناخية لـجبل الثلج | البيانات المناخية لـجبل الثلج | البيانات المناخية لـجبل الثلج | البيانات المناخية لـجبل الثلج | البيانات المناخية لـجبل الثلج | البيانات المناخية لـجبل الثلج |
| الشهر                                     | يناير                         | فبراير                        | مارس                          | أبريل                         | مايو                          | يونيو                         | يوليو                         | أغسطس                         | سبتمبر                        | أكتوبر                        | نوفمبر                        | ديسمبر                        | المعدل السنوي                 |
| ----------------------------------------- | ----------------------------- | ----------------------------- | ----------------------------- | ----------------------------- | ----------------------------- | ----------------------------- | ----------------------------- | ----------------------------- | ----------------------------- | ----------------------------- | ----------------------------- | ----------------------------- | ----------------------------- |
| متوسط درجة الحرارة الكبرى °م (°ف)         | 0.3 (32.5)                    | −0.9 (30.4)                   | 0.6 (33.1)                    | 3.2 (37.8)                    | 4.6 (40.3)                    | 14.9 (58.8)                   | 21.6 (70.9)                   | 19.8 (67.6)                   | 14.2 (57.6)                   | 10.4 (50.7)                   | 3.5 (38.3)                    | 2.6 (36.7)                    | 7.8 (46.0)                    |
| المتوسط اليومي °م (°ف)                    | −2.9 (26.8)                   | −4.4 (24.1)                   | −3.4 (25.9)                   | −0.6 (30.9)                   | 0.9 (33.6)                    | 9.9 (49.8)                    | 16.6 (61.9)                   | 15.2 (59.4)                   | 9.9 (49.8)                    | 6.3 (43.3)                    | 0.1 (32.2)                    | −0.7 (30.7)                   | 3.9 (39.0)                    |
| متوسط درجة الحرارة الصغرى °م (°ف)         | −6.1 (21.0)                   | −7.9 (17.8)                   | −7.5 (18.5)                   | −4.3 (24.3)                   | −2.9 (26.8)                   | 5.6 (42.1)                    | 11.9 (53.4)                   | 10.6 (51.1)                   | 5.7 (42.3)                    | 2.2 (36.0)                    | −3.3 (26.1)                   | −4.0 (24.8)                   | 0.0 (32.0)                    |
| الهطول مم (إنش)                           | 86.7 (3.41)                   | 91.2 (3.59)                   | 78.8 (3.10)                   | 53.8 (2.12)                   | 53.6 (2.11)                   | 29.7 (1.17)                   | 6.1 (0.24)                    | 11.7 (0.46)                   | 33.7 (1.33)                   | 69.0 (2.72)                   | 85.2 (3.35)                   | 93.1 (3.67)                   | 692.0 (27.24)                 |
| المصدر: Phytosociological Research Center |                               |                               |                               |                               |                               |                               |                               |                               |                               |                               |                               |                               |                               |

## معرض صور

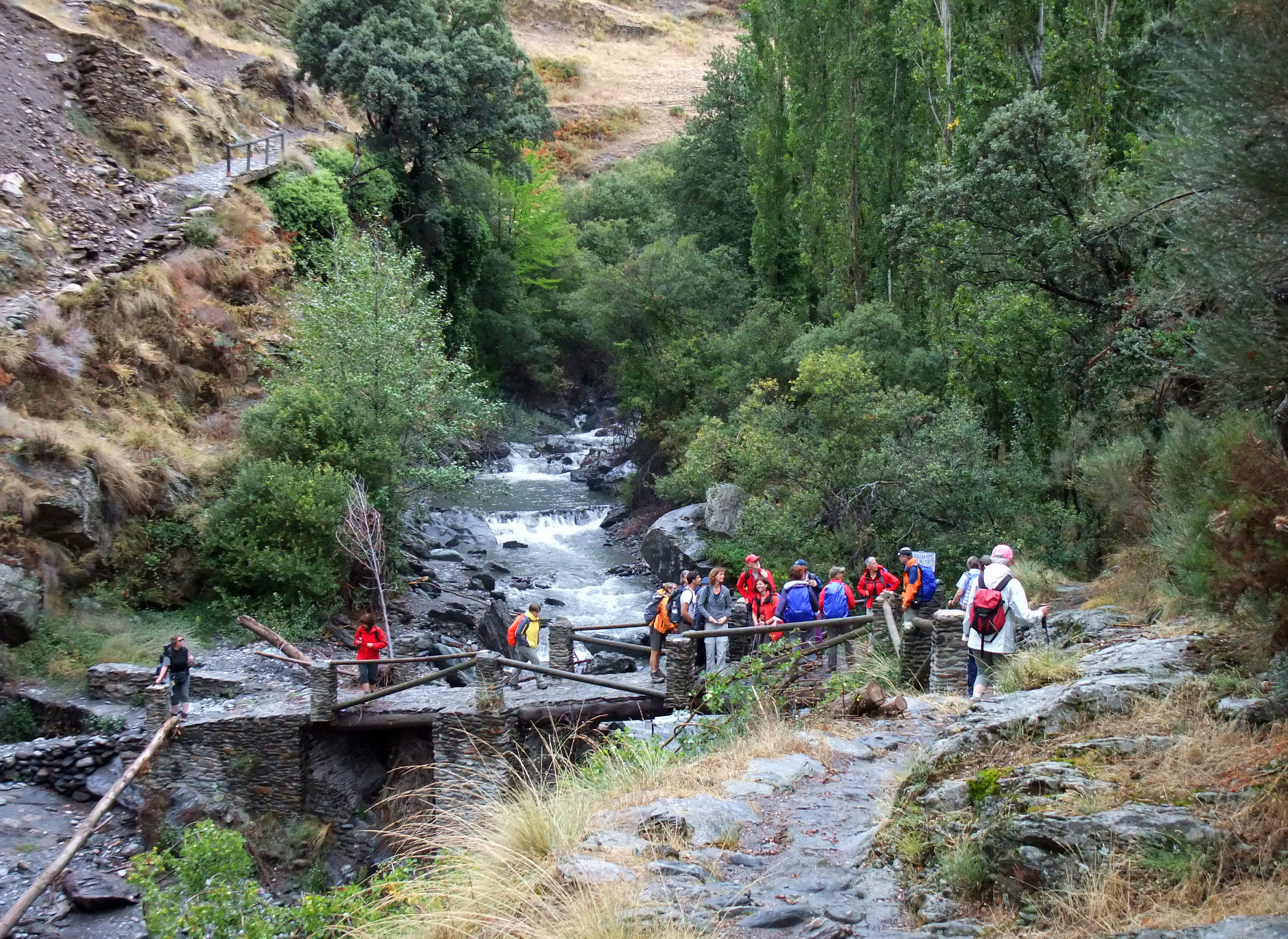
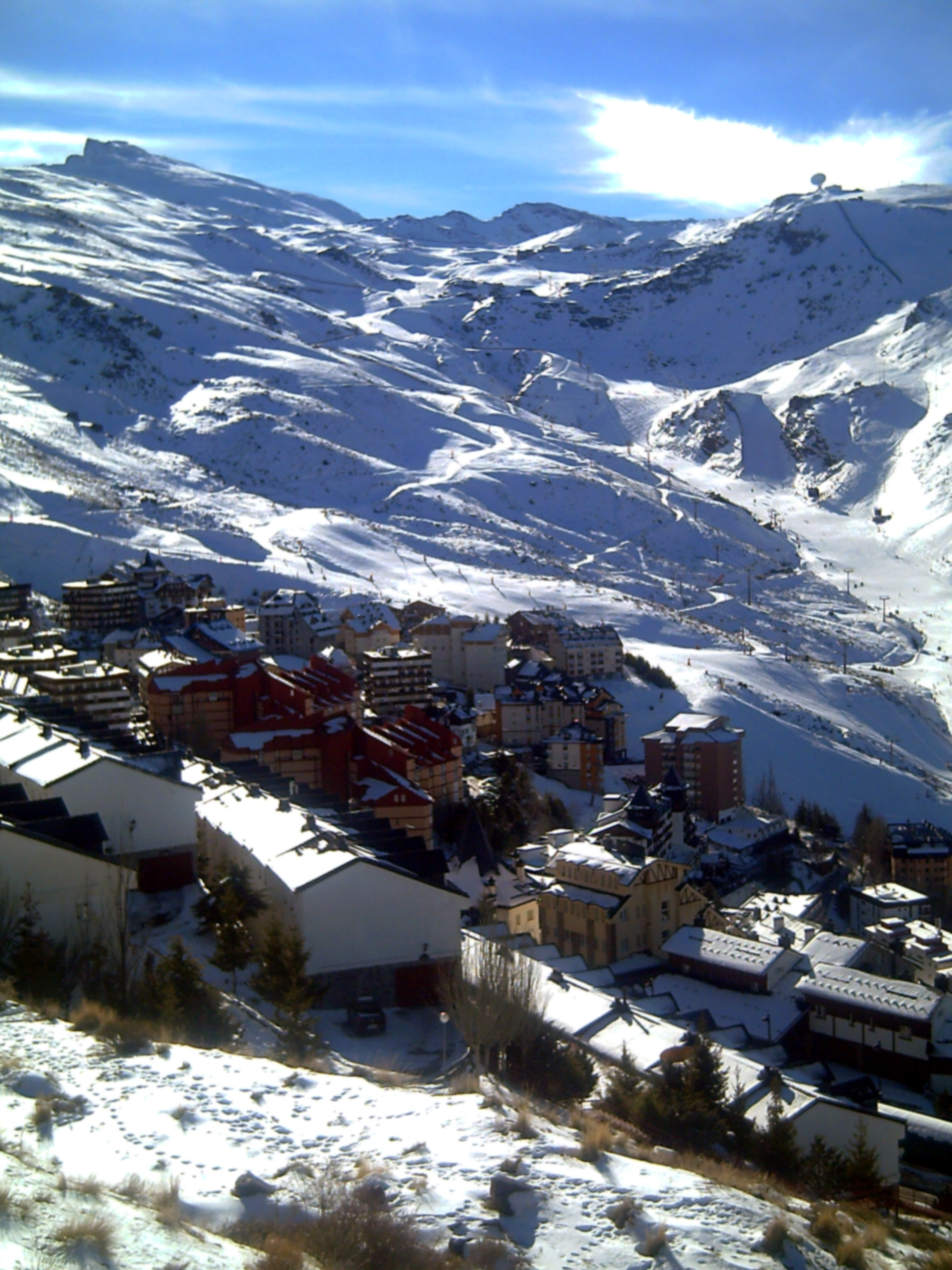
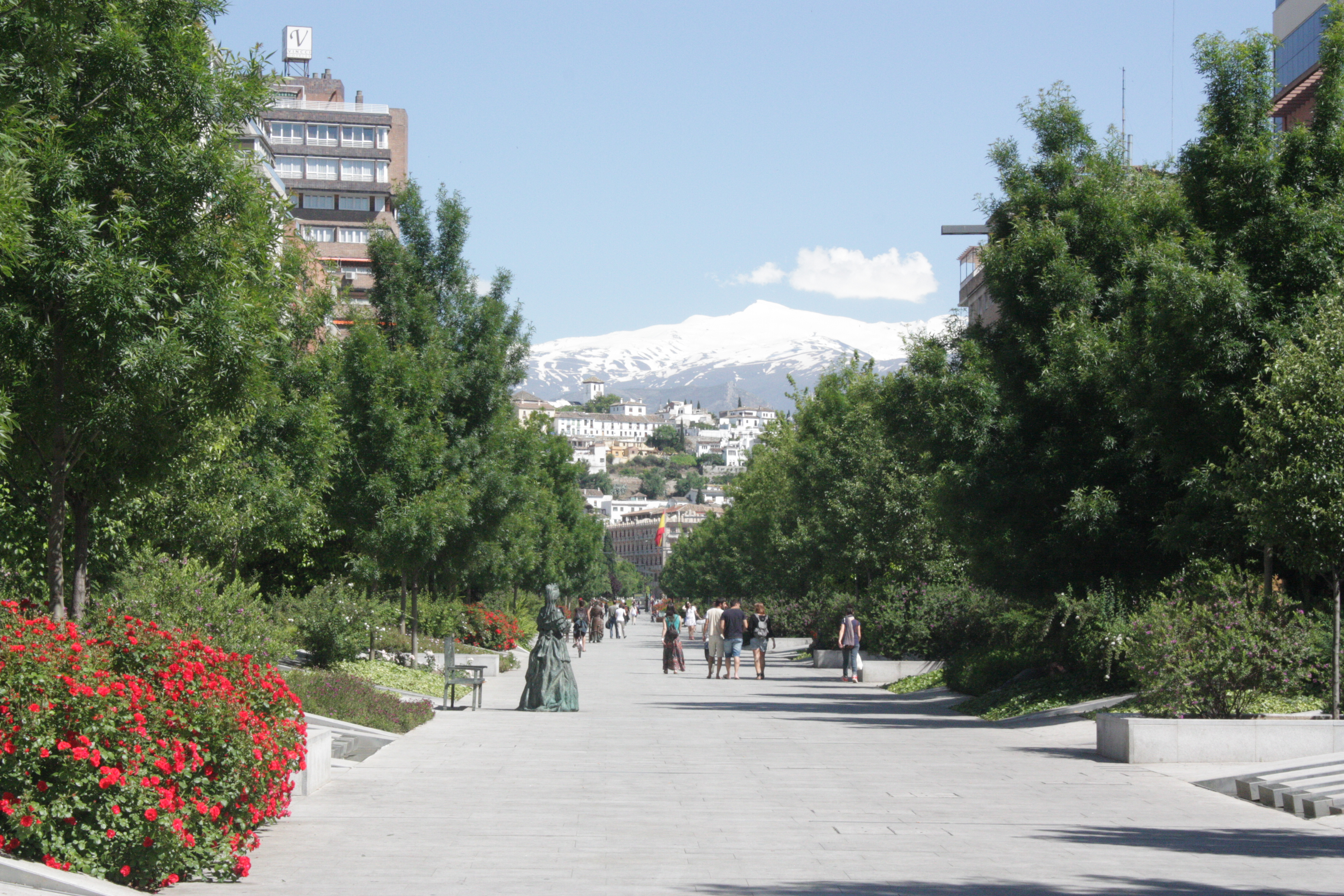
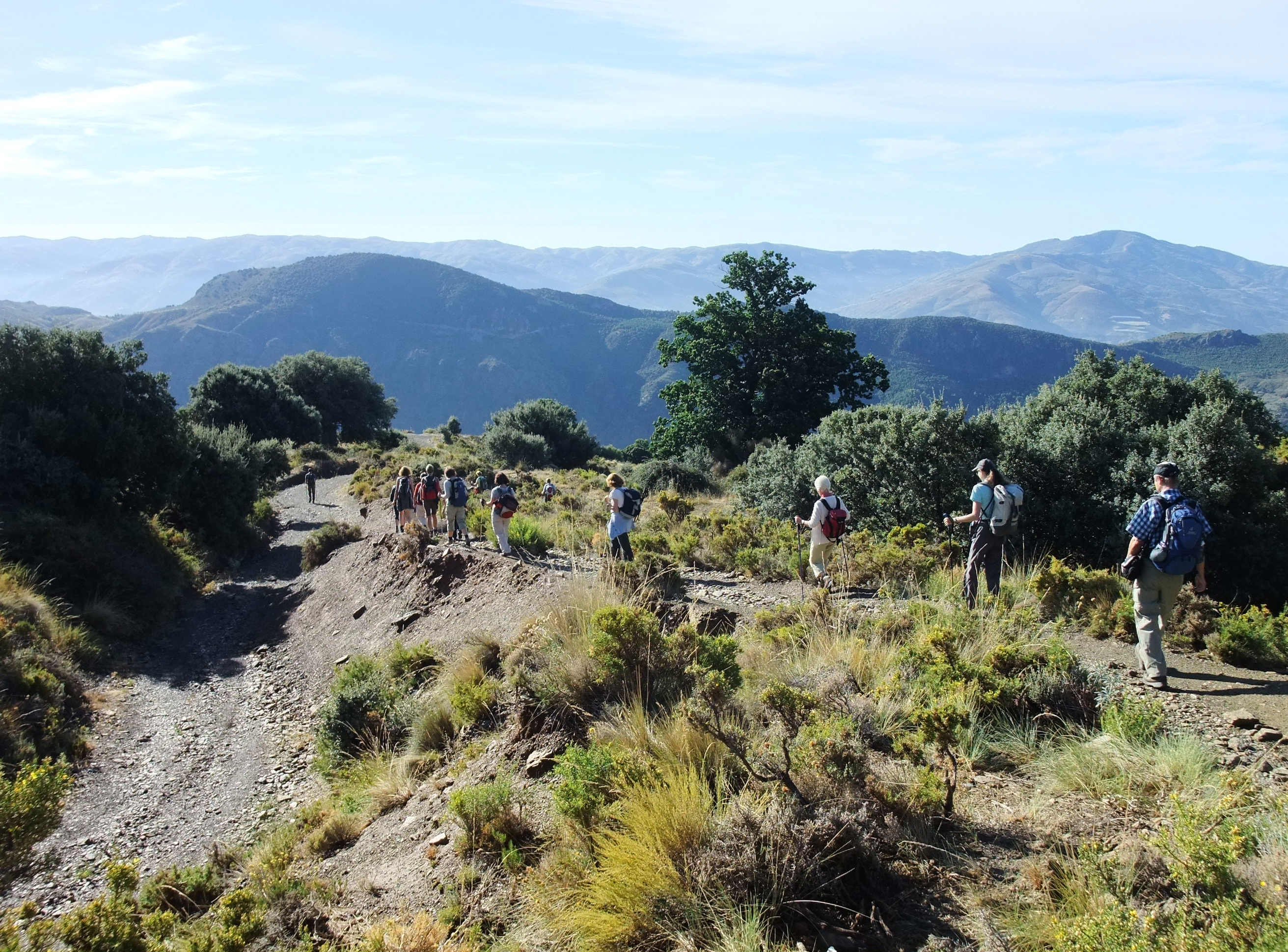
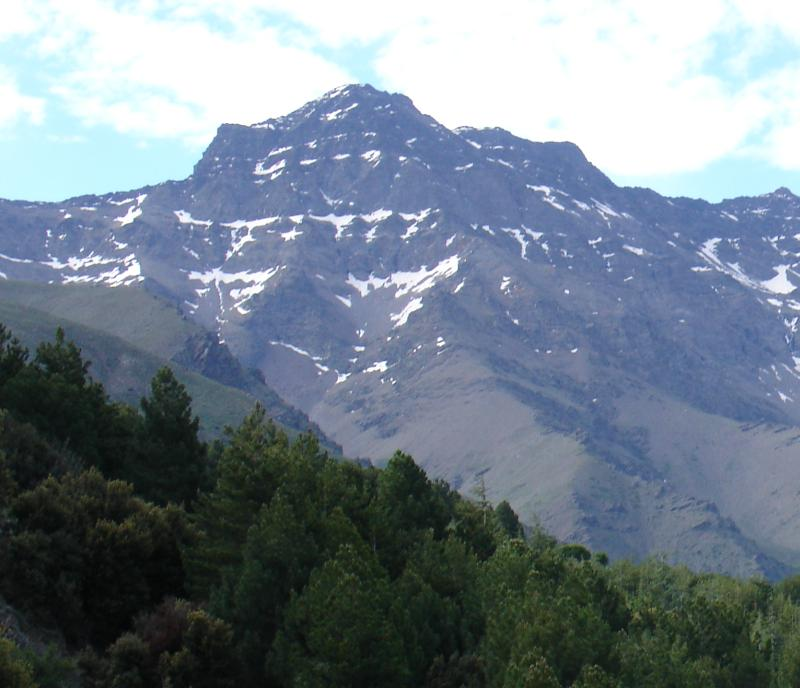